# قنیطره (سوریه)
قنیطره شهری است کوچک و ویران شده که مرکز استان قنیطره به‌شمار می‌رود.
این شهر کوچک در یک دره در بلندی‌های جولان و در ارتفاع ۱۰۱۰ متری از سطح دریا واقع شده‌است. این شهر در دوران عثمانی به عنوان یک ایستگاه راه در مسیر کاروان‌ها به شهر دمشق تأسیس شد. سپس به یک شهرک نظامی تبدیل شد با جمعیتی در حدود ۲۰٬۰۰۰ نفر(بیشتر عرب). این شهر موقعیت استراتژیکی دارد و در کنار خط آتش‌بس با اسرائیل واقع است. وضعیت دولت این شهر به دلیل درگیری سوریه و اسرائیل بلاتکلیف است.
القنیطرة به معنی «پل کوچک» است.
در ۱۰ ژوئن ۱۹۶۷ یعنی در آخرین روز از جنگ شش روزه، این شهر تحت کنترل اسرائیل درآمد. در سال ۱۹۷۳ سوریه این شهر را در طول جنگ یوم کیپور باز پس گرفت، اما اسرائیل کنترل این شهر را با یک ضد حمله دوباره در دست گرفت. در ژوئن سال ۱۹۷۴ اسرائیل از این شهر عقب نشینی کرد ولی این شهر تقریباً به‌طور کامل قبل از عقب نشینی اسرائیل در ژوئن ۱۹۷۴ نابود شد. از ۳۱ ماه مه سال ۱۹۷۴ نیروهای حافظ صلح سازمان ملل متحد (UNDOF) جهت حفظ آتش بس در نزدیکی این شهر مستقر شده‌اند. در حال حاضر فقط تعداد انگشت شماری از خانواده‌ها در این شهر ساکن هستند. سوریه از بازسازی این شهر خودداری کرده و از اسکان مجدد مردم در این منطقه دلسرد است. اسرائیل به شدت توسط سازمان ملل متحد برای تخریب این شهر مورد انتقاد قرار گرفته، در حالی که اسرائیل از سوریه برای عدم بازسازی این شهر انتقاد کرده‌است.

در ۶ ژوئن ۲۰۱۳، یک گذرگاه مرزی در نزدیکی قنیطره توسط نیروهای شورشی مورد حمله قرار گرفت و موقتاً تصرف شد، اما پس از آن توسط ارتش بعث سوریه بازپس گرفته شد. در ژوئیه ۲۰۱۳، نیروهای شورشی به یک ایست بازرسی نظامی در قنیطره حمله کردند و روز بعد، به چندین موضع ارتش بعث سوریه در این شهر حمله کردند.
در اوت ۲۰۱۴، نیروهای شورشی این ایست بازرسی را تصرف کردند. یک عضو فیلیپینی نیروی خلع سلاح و توسعه سازمان ملل متحد (UNDOF) در این درگیری زخمی شد. در نتیجه، دولت اتریش خروج نیروهای خود از مأموریت سازمان ملل را اعلام کرد.
در ۲۶ ژوئیه ۲۰۱۸، ارتش بعث سوریه شهر قنیطره را دوباره اشغال کرد.
در دسامبر ۲۰۲۴، این شهر تحت کنترل اسرائیل قرار گرفت.